# Nur in meinem Kopf
Nur in meinem Kopf ist ein Lied des deutschen Popsängers Andreas Bourani. Das Stück erschien 2011 und war die erste Singleauskopplung aus seinem Debütalbum Staub & Fantasie.

## Entstehung und Artwork
Das Lied wurde von Andreas Bourani, Julius Hartog und Tom Olbrich geschrieben. Die Instrumente spielten Arne Augustin (Klavier), Julius Hartog (Gitarre), Ralph Rieker (Bass) und Jürgen Stiehle (Schlagzeug) ein. Die Single wurde von Andreas Herbig und Peter Seifert produziert. Letztere arrangierte und mischte das Lied auch. Die Single wurde unter den Musiklabels Universal Music Group und Vertigo Berlin veröffentlicht und vertrieben.
Auf dem schwarz-weiß gehaltenen Cover der Maxi-Single ist – neben Künstlernamen und Liedtitel – Bourani an einer Wand sitzend zu sehen. Sein Bein ist mit bunten Pflanzen und Vögeln verziert.

## Veröffentlichung und Promotion
Die Erstveröffentlichung von Nur in meinem Kopf erfolgte am 20. Mai 2011 in Deutschland, Österreich und der Schweiz. Die physische Maxi-Single wurde als 2-Track-Single veröffentlicht und beinhaltet neben der Singleversion eine Akustikversion von Nur in meinem Kopf als B-Seite.
Um das Lied zu bewerben, folgte unter anderem ein Liveauftritt zur Hauptsendezeit während der Echoverleihung 2012. Das Goethe-Institut nutzt das Lied bzw. Video als Unterrichtsmaterial "Niveau: Untere Mittelstufe (B1)".

## Inhalt
Der Liedtext zu Nur in meinem Kopf ist in deutscher Sprache verfasst. Die Musik wurde gemeinsam von Bourani, Hartog und Olbrich komponiert; der Text alleine von Bourani geschrieben.
Bourani beschrieb das Stück mit folgenden Worten:

„Bei Nur in meinem Kopf geht’s hauptsächlich darum, dass man in seiner Vorstellungskraft alles Mögliche machen kann. Mit Phantasie ist es möglich. Es gibt in der Phantasie keine Grenzen.“

## Musikvideo
Das Musikvideo zu Nur in meinem Kopf feierte am 6. Mai 2011, auf der Webseite von Vertigo Records, seine Premiere. Zum einen ist Bourani, der an einem Klavier sitzt und sein Lied spielt, zu sehen. Zum anderen ist ein kleines Mädchen zu sehen, die die Welt um sich herum bemalt. Am Ende des Videos steigt Bourani mit einem Heißluftballon in die Luft. Die Gesamtlänge des Videos ist 3:54 Minuten. Regie führte Joern Heitmann. Bis September 2024 zählte das Video über zwölf Millionen Aufrufe bei YouTube.

## Mitwirkende
| Liedproduktion - Arne Augustin: Klavier - Andreas Bourani: Komponist, Liedtexter - Julius Hartog: Gitarre, Komponist - Andreas Herbig: Musikproduzent - Tom Olbrich: Komponist - Ralph Rieker: Bass - Peter Seifert: Abmischung, Arrangement, Musikproduzent - Jürgen Stiehle: Schlagzeug Unternehmen - Katapult Filmproduktion: Filmproduzent (Musikvideo) - Universal Music Group: Musiklabel, Vertrieb - Vertigo Berlin: Musiklabel, Vertrieb | Musikvideo - Patrick Goetz: 1. Kameraassistent - Björn Grundt: Playback Operator - Christopher Häring: Kameramann - Joern Heitmann: Regisseur - Kevin Krow: Assistent der Aufnahmeleitung - Jonas Maintz: 2. Kameraassistent - Ralph Remstedt: Regieassistent - Julia Schaaf: Szenenbildnerin |

## Kommerzieller Erfolg

### Charts und Chartplatzierungen
Nur in meinem Kopf erreichte in Deutschland Rang 16 der Singlecharts und konnte sich 35 Wochen in den Charts platzieren. In Österreich erreichte die Single Rang 13 und hielt sich drei Wochen in den Charts. In der Schweizer Hitparade erreichte die Single in zwei Chartwochen mit Rang 15 seine höchste Chartnotierung. 2011 platzierte sich die Single auf Rang 58 der deutschen Single-Jahrescharts. Für Bourani war es als Autor und Interpret in allen D-A-CH-Staaten der erste Charterfolg.
| ChartsChartplatzierungen | Höchstplatzierung | Wochen |
| ------------------------ | ----------------- | ------ |
| Deutschland (GfK)        | 16 (35 Wo.)       | 35     |
| Österreich (Ö3)          | 13 (3 Wo.)        | 3      |
| Schweiz (IFPI)           | 15 (2 Wo.)        | 2      |

| ChartsJahrescharts (2011) | Platzierung |
| ------------------------- | ----------- |
| Deutschland (GfK)         | 58          |

### Auszeichnungen für Musikverkäufe
2012 wurde Nur in meinem Kopf in Deutschland mit einer Goldenen Schallplatte ausgezeichnet. Damit wurde die Single mindestens 150.000 Mal verkauft.

| Land/Region        | Auszeichnungen für Musikverkäufe (Land/Region, Auszeichnung, Verkäufe) | Verkäufe |
| ------------------ | ---------------------------------------------------------------------- | -------- |
| Deutschland (BVMI) | Gold                                                                   | 150.000  |
| Insgesamt          | 1× Gold ·                                                              | 150.000  |

## Coverversionen
- 2015: Die Prinzen-Mitglieder Sebastian Krumbiegel und Tobias Künzel sangen das Lied in der zweiten Staffel von Sing meinen Song – Das Tauschkonzert. Ihre Version erschien auch auf dem gleichnamigen Sampler.